# متحف سيرجي باراجانوف
متحف سيرجي باراجانوف واحد من أشهر متاحف مدينة يريفان الأرمنية . و هو مخصص لسيرة المخرج الأرمني سيرجي باراجانوف.

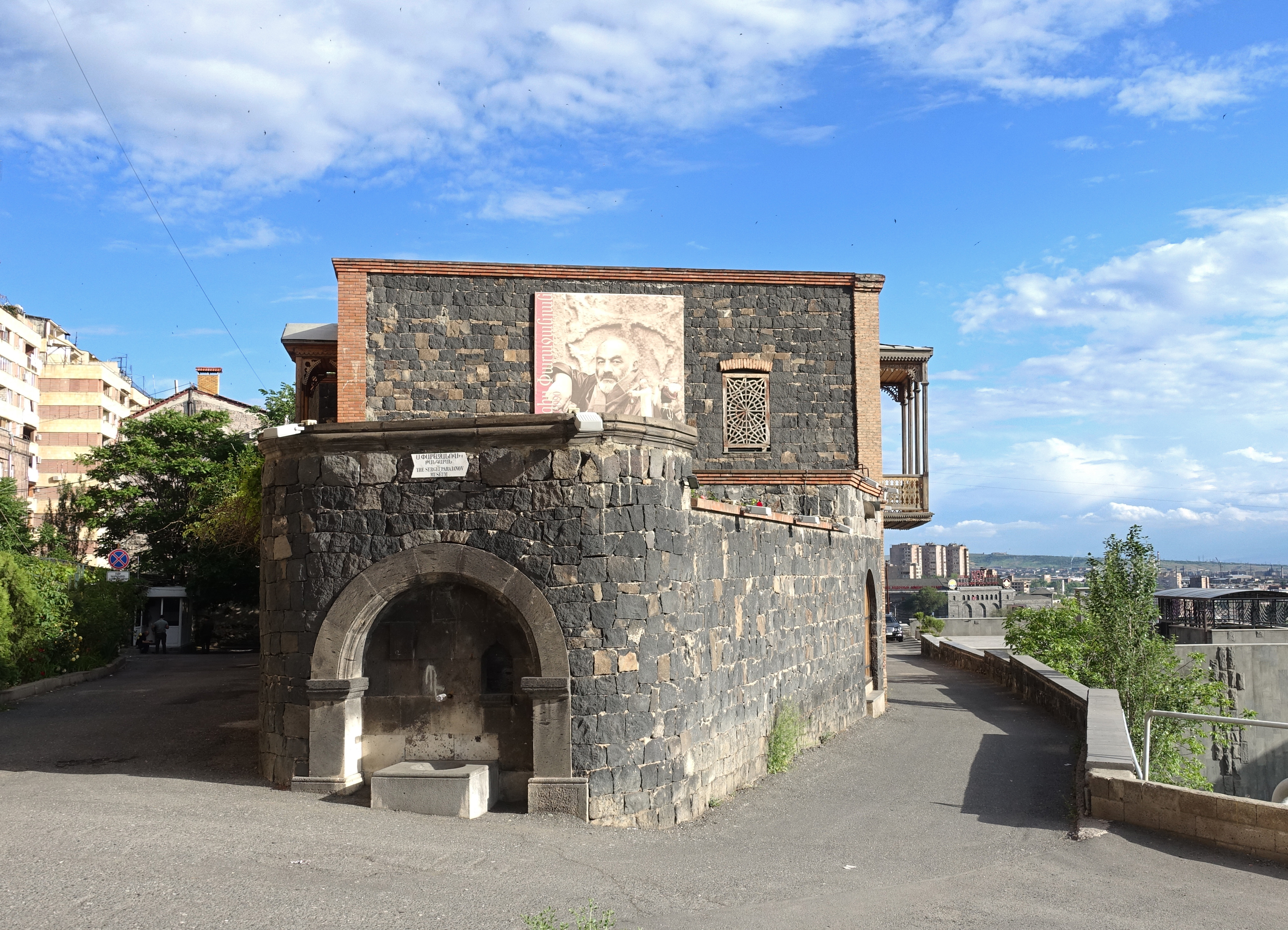
تحف سيرجي باراجانوف

## تاريخه
أسس المتحف زافين سركسيان في عام 1988 عندما انتقل باراجانوف إلى يريفان. و قد اختار هذا الأخير بنفسه المكان . بسبب زلزال سنة 1988 بأرمينيا والمشاكل الاجتماعية والاقتصادية، تم تأجيل افتتاح المتحف إلى يونيو 1991 ، بعد عام واحد من وفاة بارانوف.
و يمثل متحف سيرجي باراجانوف واحدا من أهم المراكز الثقافية في يريفان، معروف بتنظيمه لمعارض دورية إضافة إلى منشوراته وحفلاته الفخرية (بما في ذلك الاجتماعات السنوية لضيوف مهرجان يريفان السينمائي الدولي). باولو كويلهو ، ويم ويندرز، ميخائيل فارتانوف، تونينو غيرا، انريكا انتونيوني، أتوم اجويان ، نيكيتا ميخالكوف ، فلاديمير بوتين ، الكسندر لوكاشينكو، يفغيني يفتوشينكو ، ارنولد روتيل ، فالداس ادامكوس ، تارجا هالونين، دونالد كنوث والعديد من الشخصيات المشهورة زاروا المتحف .

## المجموعة
يقع المتحف في مبنى تقليدي ذو طراز قوقازي متكون من طابقين. تضم مجموعته 1400 معروضة للزوار، تشمل التجهيزات، مجموعات الفنان الخاصة، رسوماته، دمى، و حتى بعض قبعاته. كما يعرض المتحف أيضًا سيناريوهات لم يتم نشرها، أسطوانات تزيينية، ومختلف الأعمال الفنية التي صنعها باراجانوف في فترة احتجازه في السجن. إضافة إلى هذا، فبالمتحف قاعتان للملصقات الأصلية، جوائز المهرجانات، رسائل تحمل توقيع فيديريكو فيليني، ليليا بريك، أندريه تاركوفسكي، ميخائيل فارتانوف، ويوري نيكولين وهدايا من قبل الزوار المشهورين مثل تونينو جويرا، فلاديمير بوتين و رومن بالايان . هذا الأخير ألف فيلم «ليلة في متحف بارادجانوف». يستخدم المتحف مبادئ الفن والعرض لباراجانوف نفسه.
حتى يومنا الحاضر نظم المتحف أكثر من 50 معرضًا، بما في ذلك المعارض في كان وأثينا وطوكيو وموسكو وروما وطهران وهوليوود.

## مقولات حول المتحف
«هل يوجد في أي مكان في العالم متحف سيرجي باراجانوف؟ متحف لأعماله - رسوماته، دمى اه، صوره ملصقة، صوره الفوتوغرافية، 23 سيناريو وعروض لمشاريع لم يتم إنتاجها، في السينما، المسرح، الباليه ... سيكون زينة و فخرا لأي مدينة. أنا متأكد أنه يوما ما سيتم نشرها في كتاب وأتمنى أن يكون المتحف بمدينة يريفان». ميخائيل فارتانوف (1985)

## صور

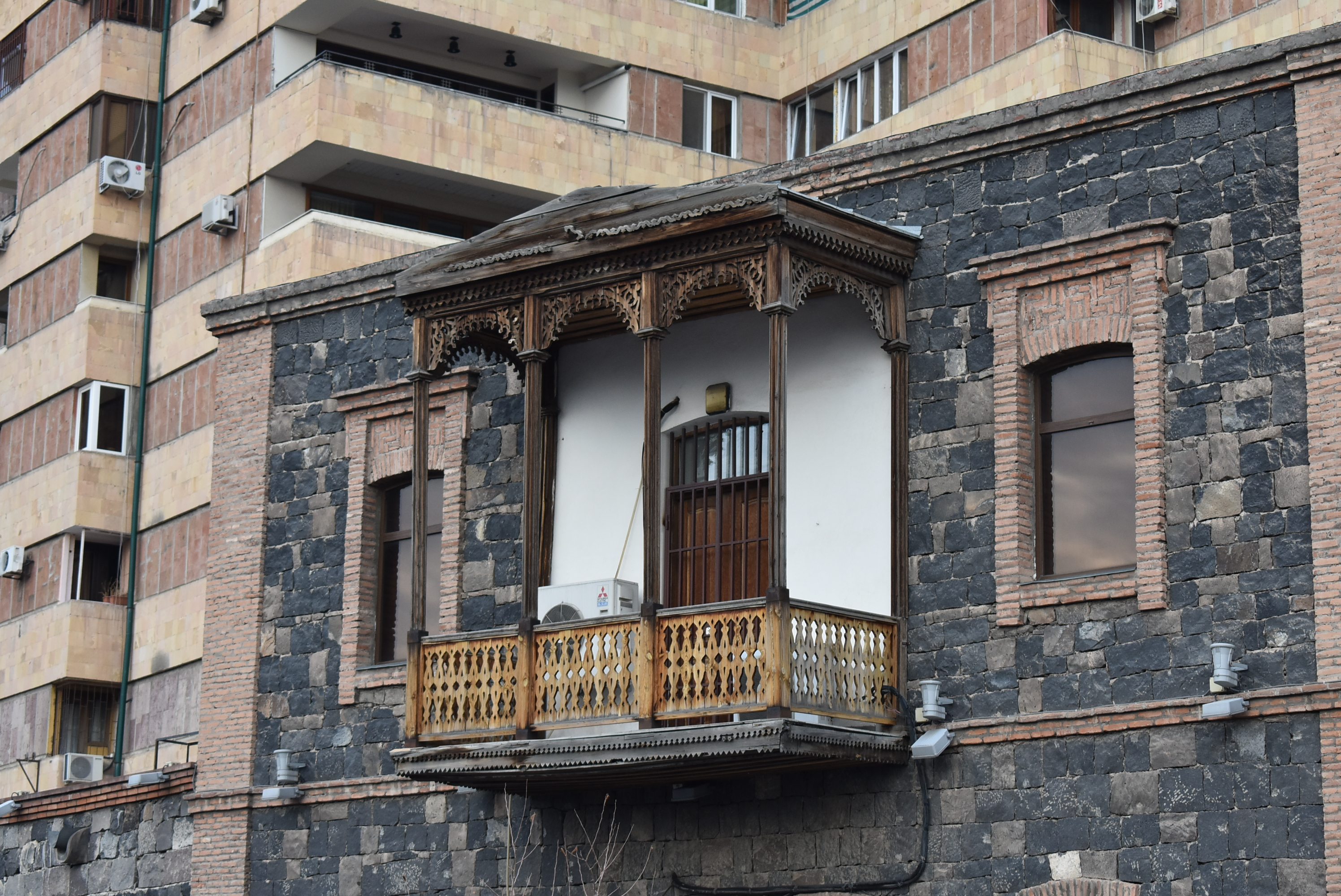
شرفة المتحف
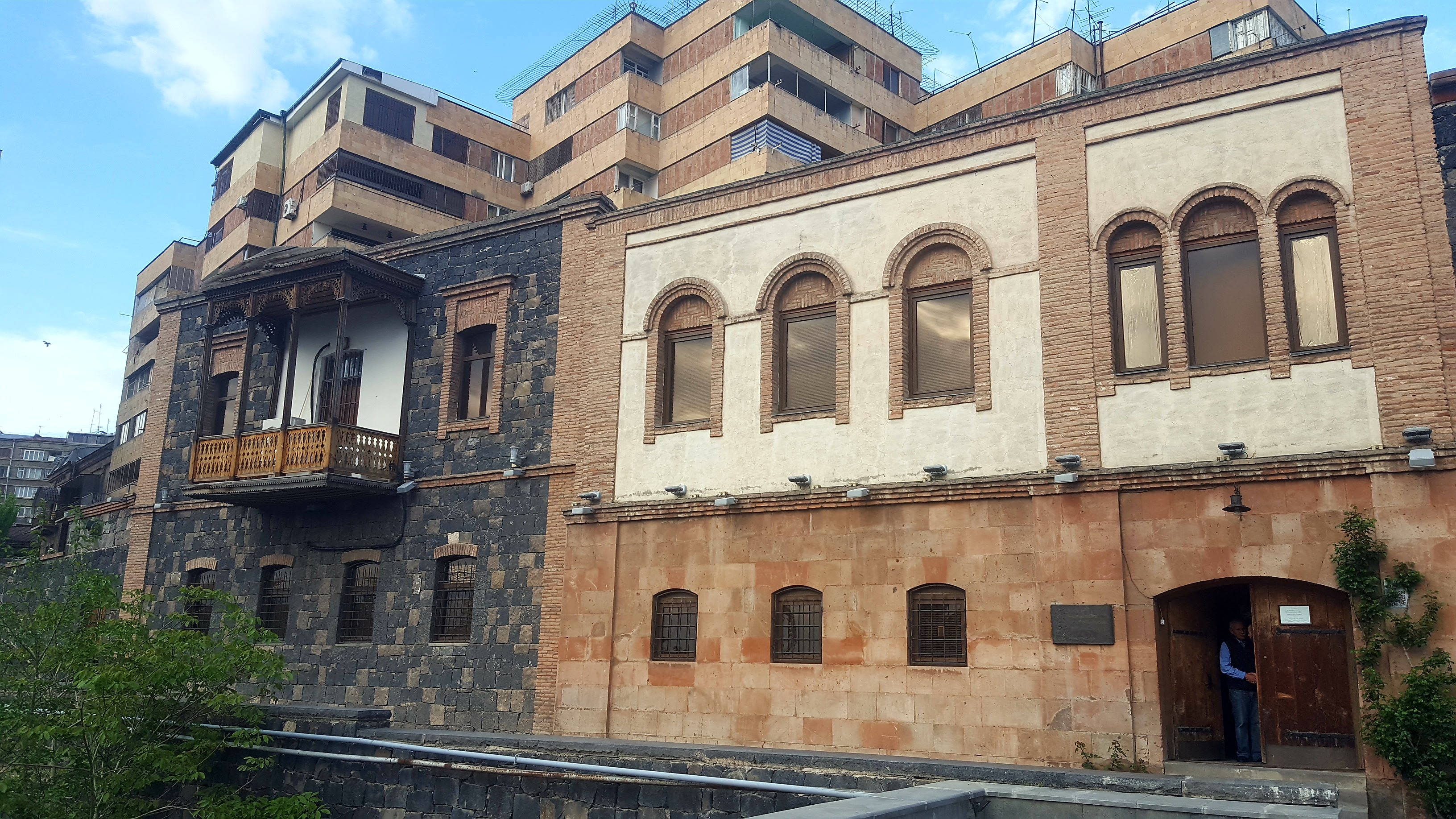
واجهة المتحف
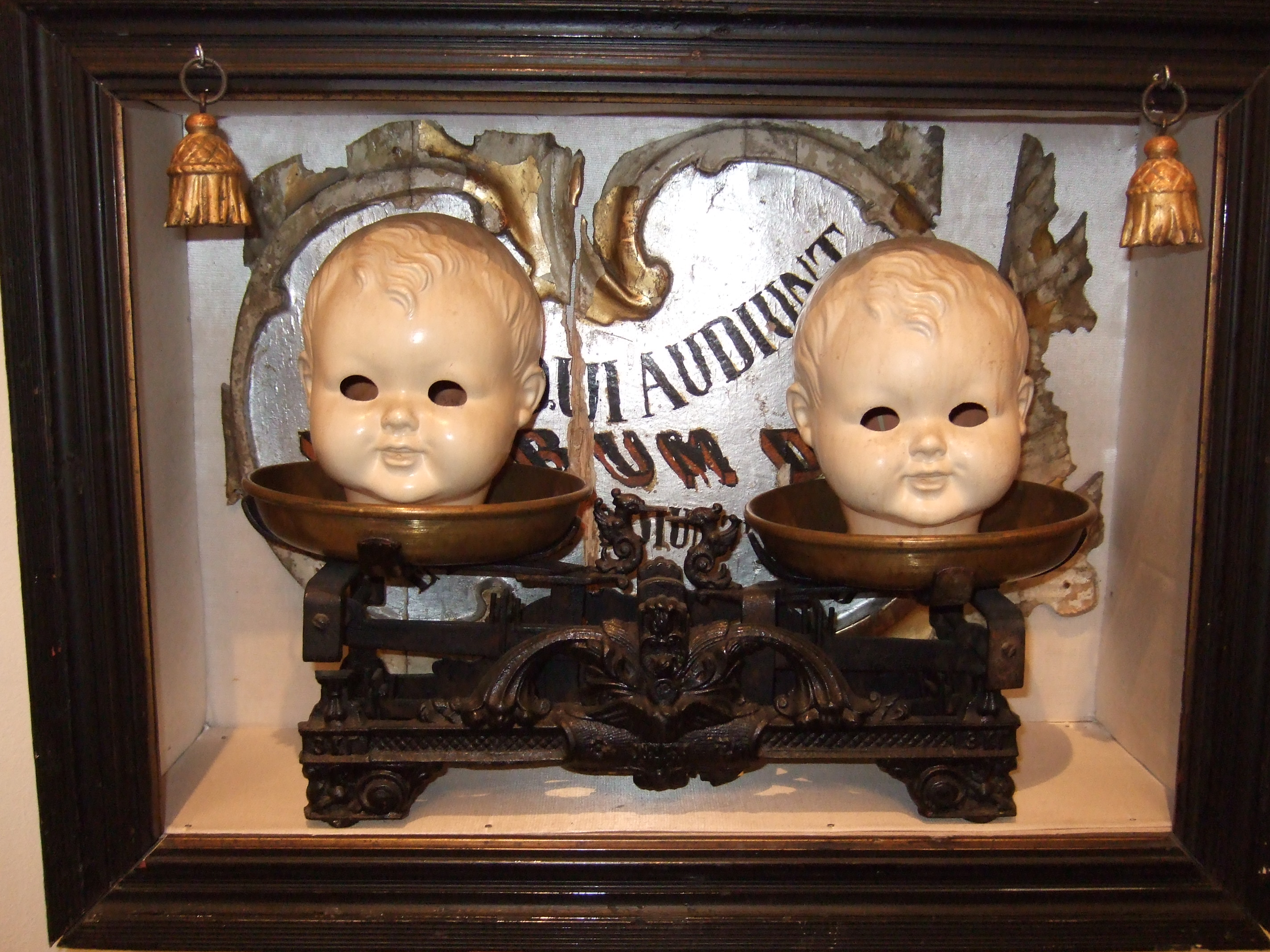
دمى معروضة
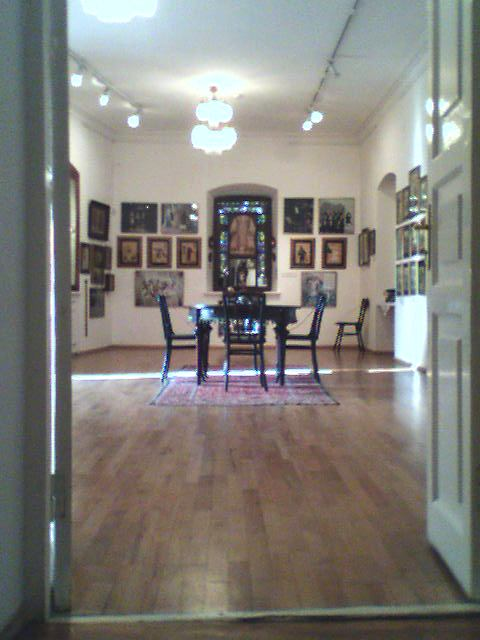
إحدى قاعات العرض
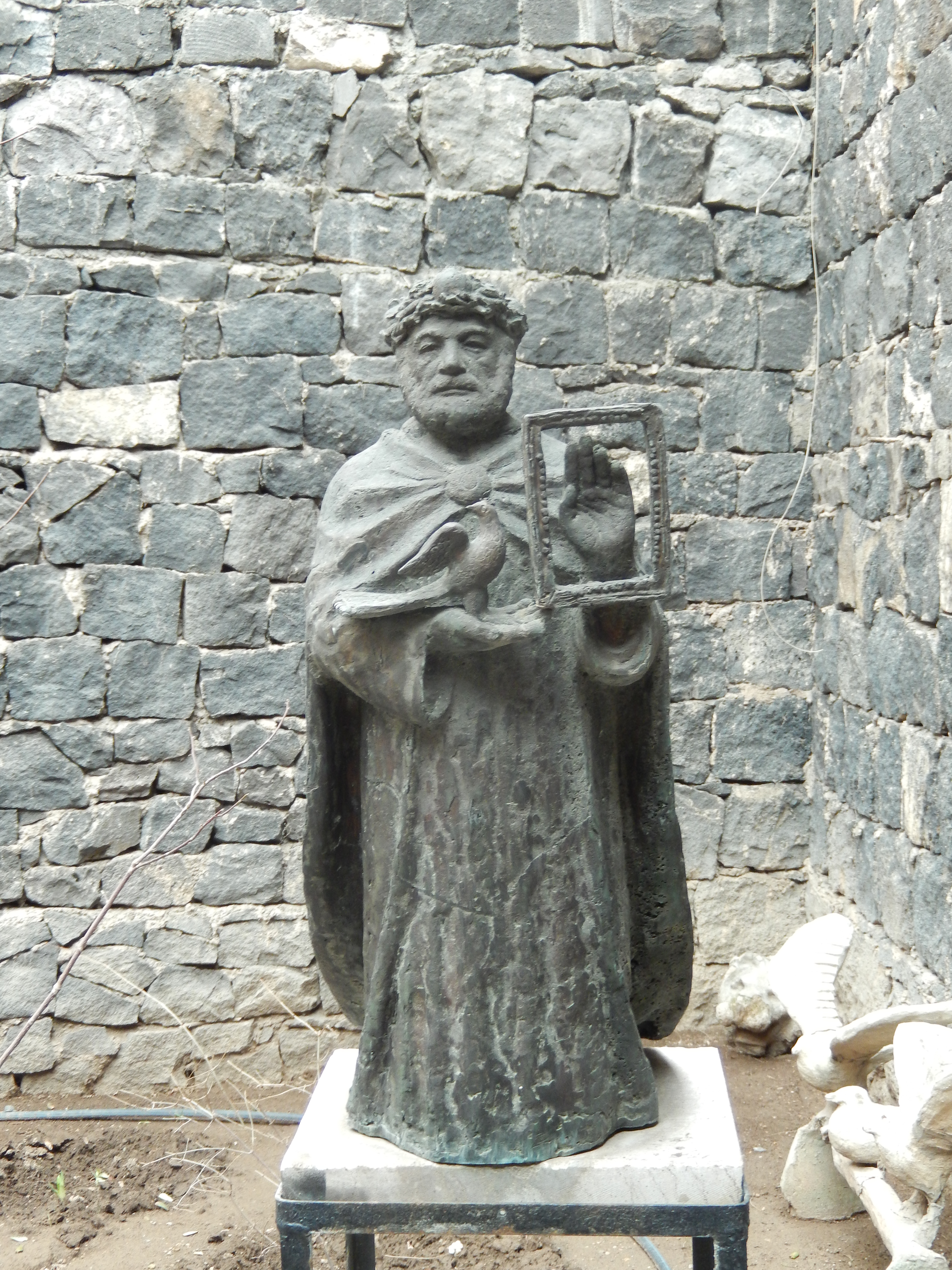
منحوتة